# حشره‌خوار توندرا
 حشره‌خوار توندرا (نام علمی: Sorex tundrensis) نام یک گونه از سرده حشره‌خوارهای دم‌دراز است.